# Durée de vie moyenne
 (juin 2022).
Si vous disposez d'ouvrages ou d'articles de référence ou si vous connaissez des sites web de qualité traitant du thème abordé ici, merci de compléter l'article en donnant les références utiles à sa vérifiabilité et en les liant à la section « Notes et références ».
Étant donné un ensemble d'éléments dont le nombre décroît vers zéro, la durée de vie moyenne (aussi appelée durée de vie) est un nombre qui caractérise le taux de réduction (décroissance) de l'ensemble. En particulier, si la durée de vie individuelle d'un élément de l'ensemble est le temps passé entre un instant de référence et la disparition de cet élément, la durée de vie moyenne est la moyenne arithmétique des durées de vie individuelles.

## Cas d'une décroissance exponentielle: durée de vie moyenne et demi-vie

Demi-vie (médiane) et durée de vie moyenne (espérance) d'une population ayant une décroissance exponentielle.

La désintégration d'une particule est « totalement aléatoire », c'est-à-dire que sa probabilité de désintégration est uniforme et est notée λ. Sa probabilité de se désintégrer entre les instants t et dt vaut donc :
P(désintégration dans [t ; t + dt]) = λ⋅dt
C'est également la probabilité que la durée de vie T d'une particule soit t (puisqu'elle existe à l'instant t et n'existe plus à t + dt) :
P(T ∈ [t ; t + dt]) = λ⋅dt
Ceci décrit également les systèmes présentant un taux de défaillance instantané constant, c'est-à-dire une défaillance sans faiblesse de jeunesse, ni usure, ni effet de mémoire, comme les composants électroniques.
À l'échelle d'une population de N particules (ou systèmes), la loi de désintégration (ou de défaillance) s'écrit donc :
{\displaystyle {\frac {\mathrm {d} \mathrm {N} (t)}{\mathrm {d} t}}=-\lambda \cdot \mathrm {N} (t)}
où N(t) est la population à l'instant t, et λ (lettre grecque lambda) est une constante de vitesse.
La résolution de cette équation différentielle fait apparaître une fonction exponentielle décroissante :
{\displaystyle \mathrm {N} (t)=\mathrm {N} _{0}\mathrm {e} ^{-\lambda t}}
Le terme N0 est la concentration au temps initial.
La durée de vie moyenne est donc la moyenne arithmétique, ou espérance mathématique, de la durée de vie :
{\displaystyle {\bar {t}}={\frac {1}{\mathrm {N} _{0}}}\int _{0}^{+\infty }t\mathrm {d} \mathrm {N} '(t)\mathrm {d} t={\frac {1}{\lambda }}}.
On utilise souvent la lettre grecque τ (tau) :
τ = 1/λ
et l'on peut alors exprimer la loi de décroissance avec τ plutôt que λ :
{\displaystyle \mathrm {N} (t)=\mathrm {N} _{0}\mathrm {e} ^{\frac {-t}{\tau }}}
La réalité physique de la désintégration est ainsi plus explicitement décrite.
Il est également possible de lier le temps de demi-vie avec le temps de vie moyen. Le temps de demi-vie t_1/2 est défini comme le temps nécessaire à la désintégration de la moitié des particules ; autrement-dit la concentration N(t1/2) doit être équivalente à N0/2. Mathématiquement, c'est la médiane. Ceci mène à l'équivalence suivante : 
{\displaystyle t_{1/2}=\tau \cdot \ln 2={\frac {\ln 2}{\lambda }}}

## Utilisation
La demi-vie est le paramètre le plus souvent employé pour caractériser un isotope radioactif ou une particule élémentaire instable. Typiquement, la datation au carbone 14 ne nécessite de connaître préalablement que la proportion de carbone 14 chez les organismes vivants et la demi-vie de l'isotope 14 du carbone.

## Autres lois statistiques
Tous les systèmes ne suivent pas une loi exponentielle. En particulier, le taux de défaillance instantané n'a aucune raison d'être uniforme :
- il peut décroître, ce qui indique que le système devient plus robuste avec le temps ou bien que les systèmes présentant des défauts de jeunesse sont éliminés dans les premiers temps (voir Mortalité infantile, Mortalité juvénile et Rodage) ;
- il peut croître, ce qui indique un phénomène de vieillissement, d'usure ;
- il peut avoir une courbe « en baignoire », avec trois étapes dans la vie du système : décroissant, puis constant, puis croissant.

Dans tous les cas, la durée de vie moyenne t reste égale à l'espérance mathématique.
Dans de nombreux cas, on utilise une loi de Weibull, avec une population (loi de survie) s'exprimant sous la forme :
{\displaystyle \mathrm {N} (t)=\mathrm {N} _{0}\times \mathrm {e} ^{-(x/\lambda )^{\beta }}}
où :
- β (lettre grecque bêta) est le paramètre de forme ;
- λ est le paramètre d'échelle.

Cette loi permet en effet de modéliser simplement de nombreux types de profils : exponentiel avec β = 1 — mais on remarque que le paramètre de forme λ est alors l'inverse du λ de la loi exponentielle —, gaussien avec un β entre 3 et 4, … On a alors :
{\displaystyle {\bar {t}}=\tau =\lambda \times \Gamma (1+1/\beta )}
avec Γ la fonction gamma — dans le cas de la loi exponentielle, β = 1, on a bien Γ(2) = 1.
| Loi            | Fonction de survie R(t) = N(t)/N0                                       | Durée de vie moyenne τ = t                                     | Durée de demi-vie t1/2 = L50 = B50 |
| -------------- | ----------------------------------------------------------------------- | -------------------------------------------------------------- | ---------------------------------- |
| Exponentielle  | exp(-λt)                                                                | 1/λ                                                            | ln(2)/λ                            |
| Normale        | {\displaystyle 1-\Phi \left({\frac {t-\mu }{\sigma }}\right)}           | μ                                                              | μ                                  |
| Log-normale    | {\displaystyle 1-\Phi \left({\frac {\ln t-\mu }{\sigma }}\right)}       | exp(μ + σ2/2)                                                  | exp(μ)                             |
| Weibull        | {\displaystyle \exp \left(-(t/\lambda )^{\beta }\right)}                | λΓ(1 + 1/β)                                                    | λln(2)1/β                          |
| Χ2             | {\displaystyle {\frac {\gamma (k/2,t/2)}{\Gamma (k/2)}}}                | k                                                              | ≈ k - 2/3                          |
| Logistique     | {\displaystyle {\frac {1}{1+\exp \left({\frac {x-\mu }{s}}\right)}}}    | μ                                                              | μ                                  |
| Log-logistique | {\displaystyle {\frac {\alpha ^{\beta }}{t^{\beta }+\alpha ^{\beta }}}} | {\displaystyle {\frac {\alpha \pi }{\beta \sin(\pi /\beta )}}} | α                                  |